# Havoc (película de 2025)
Havoc (titulada Estragos en España o Caos en Hispanoamérica) es una película de acción y suspenso de 2025 escrita y dirigida por Gareth Evans. Está protagonizada por Tom Hardy, Jessie Mei Li, Justin Cornwell, Quelin Sepulveda, Luis Guzmán, Yeo Yann Yann, Timothy Olyphant y Forest Whitaker. Es una coproducción entre Estados Unidos y el Reino Unido. La película fue estrenada por Netflix el 25 de abril de 2025.

## Argumento
Una banda de ladrones, compuesta por Charlie, Mia, Johnny y Wes, roba un lote de lavadoras que contiene un cargamento oculto de cocaína. Son perseguidos por Vincent, Hayes, Jake y Cortez, un grupo de detectives de la unidad antidrogas. Durante la persecución, Cortez resulta gravemente herido y es hospitalizado.
Esa misma noche, Charlie y Mia llevan la cocaína robada a Tsui, líder de la Tríada local. Mia había robado anteriormente el automóvil de Tsui y fue obligada a trabajar para él como forma de saldar su deuda. Mientras están allí, un grupo de atacantes enmascarados irrumpe en el escondite, matando a Tsui y a sus guardaespaldas. Charlie y Mia logran escapar por poco. Esta banda enmascarada trabaja en complicidad con Ching, teniente resentido de Tsui, quien huye del lugar poco antes de su llegada.
Patrick Walker es un detective de homicidios, distanciado de su familia y a sueldo de Lawrence Beaumont, un magnate inmobiliario, candidato a la alcaldía y padre de Charlie. Al enterarse de que su hijo está acusado del asesinato de Tsui, Lawrence ordena a Walker que lo encuentre y lo proteja. Con la ayuda de su joven compañera Ellie, Walker comienza a investigar el paradero de Charlie y Mia.
Walker visita a Cortez en el hospital, ya que anteriormente fue miembro de la unidad antidrogas, todos ellos también a sueldo de Lawrence. Walker se encuentra distanciado de sus antiguos colegas tras un incidente en el que Vincent mató a un agente encubierto durante un robo de drogas fallido. Mientras Walker avanza en su investigación, la madre de Tsui —una líder veterana de la Tríada apodada "Madre" y hermana mayor de Ching— llega a la ciudad y confronta a Ching, exigiendo saber qué ocurrió con su hijo. Ching culpa a Charlie, y como represalia, Madre ordena el secuestro violento de Lawrence desde su caravana oficial.
Walker localiza al tío de Mia, Raul, quien está falsificando pasaportes que Charlie y Mia podrían usar para abandonar el país. Walker obliga a Raul a organizar un encuentro esa misma noche en un club nocturno, donde se entregarán los documentos. Sin embargo, antes de que Walker logre evacuar a Charlie y Mia, la llegada de Vincent, Hayes y Jake interrumpe el plan. Mia identifica a Vincent como el asesino de Tsui. En el lugar también aparecen Raul, Johnny, Wes y miembros de la Tríada enviados por Madre, lo que provoca una violenta pelea y un tiroteo masivo. Hayes, Raul, Johnny, Wes y numerosos miembros de la Tríada mueren. Walker escapa apenas con Mia y un Charlie herido.
Walker deduce que Vincent y sus colegas intentaban apoderarse del cargamento de cocaína para su propio beneficio, y no para detener a los ladrones. Vincent estaba aliado con Ching, quien tenía un comprador para la droga. El plan incluía asesinar a Tsui, a quien Ching resentía por haber sido promovido como líder de la Tríada local. Para eliminar cabos sueltos, Ching se presenta en el hospital y asesina a Cortez y a su esposa. Ellie, enviada por Walker para proteger a Cortez, lo persigue y captura.
Walker lleva a Charlie y Mia a una antigua cabaña de su padre en las afueras de la ciudad. Allí, son atacados por la Tríada, lo que desencadena un tiroteo a gran escala. Logran abatir a muchos atacantes, pero Charlie y Mia son capturados. Walker mata al Asesino, principal sicario de Madre, en una pelea brutal donde resulta gravemente herido. Madre llega con sus guardaespaldas y con Lawrence, aún creyendo que Charlie mató a su hijo. Obliga a Lawrence a jugar a la ruleta rusa con Mia.
En ese momento, Ellie aparece con Vincent, Jake y Ching capturados. Ella revela que ellos son los verdaderos responsables. Ching admite haber planeado la muerte de Tsui por celos, al haber sido su sobrino elegido como sucesor en lugar de él tras la muerte del líder anterior, su hermano mayor. Jake logra liberarse e intenta disparar a Charlie, pero Lawrence lo protege, muriendo en brazos de su hijo. Ching y los miembros traidores de la Tríada matan a Madre y a sus leales. Ching hiere a Vincent, quien a su vez mata a Ching y huye con la cocaína. Walker lo persigue.
Ellie y Jake se enfrentan, y cuando Jake está a punto de matarla, Charlie lo elimina, vengando la muerte de su padre. Vincent intenta escapar en tren, pero Walker lo hiere. Tras una discusión, Vincent dispara a Walker, quien responde matándolo. Con la policía acercándose y la situación aún crítica, Ellie permite a Charlie y Mia huir. Ella y un Walker gravemente herido conversan; él le pide que lo arreste, pero ella se niega. Walker observa con incertidumbre la llegada de los coches patrulla.

## Reparto
- Tom Hardy como Patrick Walker
- Forest Whitaker como Lawrence Beaumont
- Timothy Olyphant como Vincent
- Justin Cornwell como Charlie
- Jessie Mei Li como Ellie
- Yeo Yann Yann como madre de Tsui's
- Luis Guzmán como Raul
- Sunny Pang como Ching

## Producción
El 19 de febrero de 2021 se anunció que Gareth Evans dirigiría la película a partir de un guion escrito por él mismo, como parte de su acuerdo exclusivo con Netflix. Evans recibió el crédito exclusivo por el guion, mientras que Scott Frank y John Lee Hancock fueron acreditados fuera de pantalla por aportar material literario adicional. Evans también fue anunciado como productor de la película junto con Tom Hardy y Ed Talfan para Severn Screen, además de Aram Tertzakian de XYZ Films.
Junto con el anuncio inicial, se confirmó el reparto de Hardy en un papel principal. Forest Whitaker se unió al elenco al mes siguiente. En junio de 2021, Timothy Olyphant, Justin Cornwell, Jessie Mei Li y Yeo Yann Yann se unieron al elenco principal, mientras que Quelin Sepulveda, Luis Guzmán, Sunny Pang y Michelle Waterson fueron fichados para papeles secundarios.
El rodaje principal comenzó el 8 de julio de 2021 en Cardiff, Gales, donde se desarrolló la mayor parte de la producción. La película ha sido descrita como "una de las producciones cinematográficas más grandes jamás realizadas en Gales" y se ha señalado que dejará "un legado duradero para los cineastas". Hardy fue visto en el Barry Island Pleasure Park en Gales del Sur y frente al Brangwyn Hall en Swansea en julio y agosto de 2021, respectivamente. El rodaje concluyó oficialmente el 22 de octubre de 2021. Un primer montaje fue entregado al estudio en febrero de 2022, pero se consideró necesario realizar nuevas tomas. Estas se retrasaron hasta julio de 2024 debido a conflictos de agenda y a la Huelga del SAG-AFTRA de 2023.
Aunque fue rodada principalmente en Gales, la película está ambientada en una ciudad ficticia de los Estados Unidos, que fusiona elementos de Chicago, Nueva York y Filadelfia (como trenes elevados y un barrio chino).

## Estreno
La película fue estrenada en Netflix en todo el mundo el 25 de abril de 2025.

## Enlaces
- Havoc en Internet Movie Database (en inglés).

- Datos: Q107584295